# Croix hosannière de La Chapelle-Thémer
La croix hosannière de La Chapelle-Thémer est une croix de cimetière située à La Chapelle-Thémer, en France.

## Localisation
La croix est située dans le département français de la Vendée, sur la commune de La Chapelle-Thémer, dans le cimetière.

## Historique
La croix date du XIXe siècle.
Elle est inscrite au titre des monuments historiques le 8 mars 2006.